# Edelmannpaleis
Het Edelmannpaleis (Tsjechisch: Edelmannův palác en Duits: Edelmann-Palast) is een stadspaleis in de Moravische stad Olomouc in Tsjechië. Het gebouw is in renaissancestijl gebouwd en is vernoemd naar Václav Edelmann z Brosdorfu, die de opdracht tot de bouw van het paleis had gegeven. Het Edelmannpaleis is aan het plein Horní náměstí gelegen. Het paleis heeft in het verleden dienstgedaan als zetel van de opperbevelhebber van de vesting van Olomouc en later de burgemeester en de stadsraad. Sinds 1958 is het Edelmannpaleis als cultureel monument (kulturní památka) beschermd.

## Geschiedenis

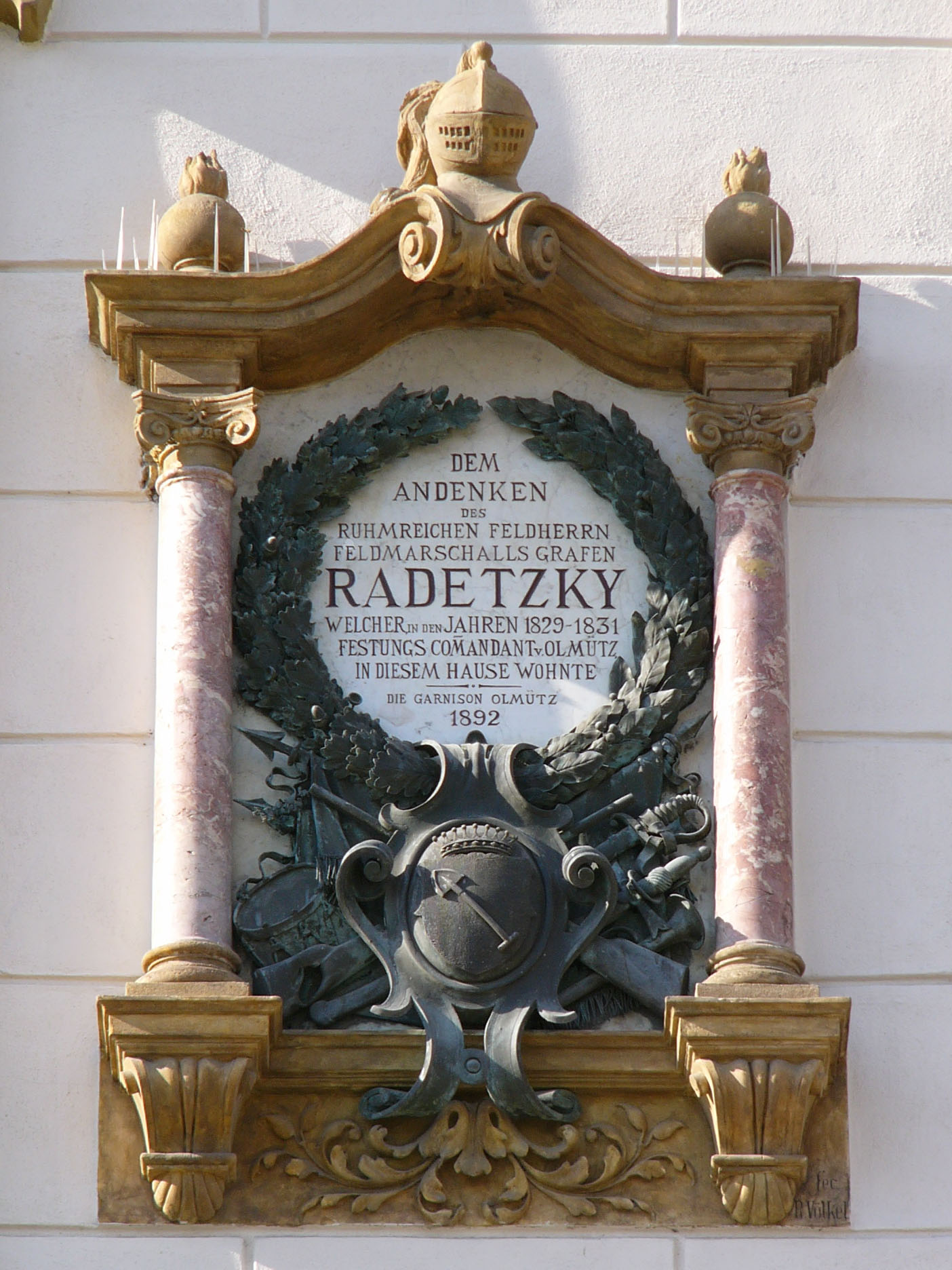
Een gedenkplaat Radetzky herdenkend geplaatst in 1892 aan de façade van het Edelmannpaleis.

Het gebouw is na 1572 gebouwd, toen de rijke burger en burgemeester Václav Edelmann z Brosdorfu de oudere twee oudere Gotische stadshuizen kocht. De twee stadshuizen liet hij slopen en op het vrijgekomen perceel zijn familieresidentie bouwen. De precieze datum van de voltooiing van de bouw is niet bekend, maar naar alle waarschijnlijk voor 1586, toen onder Václav Edelmann de jongere het familiewapen veranderd werd: Het oude familiewapen bevindt zich namelijk op het ingangsportaal van het gebouw.
In de 16e eeuw was Václav Edelmann de derde door omstandigheden genoodzaakt het paleis te verkopen aan Sigmund Willenberger. Tijdens de 17e eeuw verwisselde het gebouw meerdere keren van eigenaar, onder de eigenaren waren de graven van Žampach, graven van Proskov en de graven van Appersdorf. In 1719 werd het Edelmannpaleis gekocht door de stad en die hem verschillende keren liet verbouwen.
Vanaf 1816 was het paleis in gebruik als de woning van de opperbevelhebber van de Vesting van Olomouc. Tussen 1829 en 1831 woonde de veldmaarschalk Josef Radetzky von Radetz hier. Tussen 1850 en 1904 was het bestuur van de stad in het Edelmannpaleis gevestigd toen het Raadhuis van Olomouc voor justitiële doeleinden werd gebruikt. In de 19e eeuw werd het Edelmannpaleis Obecní dům (gemeentehuis) genoemd en had in die tijd ook een culturele functie. Er was hier een concertzaal voor het Collegium musicum, daarna een galerie, een boekenwinkel en de eerste vaste bioscoop van Olomouc.
Tussen 1869 en 1871 werd het paleis in een neorenaissancestijl verbouwd. In de jaren 30 van de 20e eeuw is de passage door het gebouw hernieuwd en in de jaren 80 het Maashaus gereconstrueerd.